# Projekt Amigo
Amigo - Ambient Intelligence for the networked home environment oder kurz Projekt Amigo ist ein gemeinsames EU-Forschungsprojekt von 16 europäischen Unternehmen, Forschungsinstituten und Universitäten. Ursprünglich sollte das Projekt den Untertitel Ambient Intelligence to go tragen, aus dessen Anfangsbuchstaben der Projektname Amigo gebildet wurde. Direkt zu Anfang des Projektes wurde der Untertitel abgeändert um die Ziele des Forschungsprojektes zu verdeutlichen. Der Projektname Amigo blieb jedoch wegen der Einprägsamkeit erhalten.
Erklärtes Ziel des Projektes ist die Erforschung und Entwicklung einer Middleware. Diese soll als quelloffene Software zur Standardisierung und Interoperabilität von Diensten und Geräten in der vernetzten Hausumgebung beitragen. Basierend auf der Middleware sollen neue Wege entwickelt werden, um die derzeitigen Interoperabilitätsprobleme zwischen unterschiedlichen Herstellern zu lösen.
Das Projekt ist vom Typ ein Integrated Project und wird im 6. Rahmenprogramm der Europäischen Union mit 13 Millionen Euro gefördert.

## Entwickelte Software
Die Amigo-Software ist sowohl in Java als auch für das .Net-Framework frei verfügbar. Die Amigo Middleware stellt funktionale Komponenten für das Entdecken von Diensten (Service Discovery) und den Datenaustausch zwischen ihnen zur Verfügung. Hierbei werden Webservices basierend auf SOAP verwendet. Neben der Middleware wurden Service implementiert und veröffentlicht, die grundlegende Funktionen im vernetzten Haus bereitstellen. Die Interoperabilität zwischen den Diensten wird durch gemeinsam definierte Ontologien gewährleistet. Zentraler Service im Amigo System ist der Amigo Context Management Service.

## Context Management Service
Der Context Management Service (Abkürzung im Projekt: CMS) dient der Vernetzung und Verteilung von Kontextinformationen im Amigo System. Jede Art von Information wird zunächst als Kontextinformation aufgefasst und kann mit Hilfe einer sogenannten Kontextquelle anderen Diensten oder Applikationen zur Verfügung gestellt werden. Hierzu muss jede Kontextquelle die standardisierte Schnittstelle IContextSource implementieren, welche die Webservice Subscribe, Unsubscribe und Query vorschreibt.
Aus der Kombination von Kontextinformationen können Service intelligente Entscheidungen für den Benutzer treffen und somit der Idee von Ambient Intelligence näher kommen. Ein Service kann synchron (Projektbezeichnung: query-driven) durch Aufruf der Query Methode Informationen von einer Kontextquelle abrufen, oder asynchron (Projektbezeichnung: data-driven) über die Subscribe Methode. Beim asynchronen Datenaustausch registriert der Service sich mit Hilfe der Subscribe Methode bei der Kontextquelle. Im Falle neuer Kontextinformationen benachrichtigt die Kontextquelle den Service.
Service definieren ihre gewünschten Kontextinformationen durch SPARQL Fragen, welche aus den Ontologien abgeleitet werden.

## Projektpartner
VTT (Finnland); France Telecom (Frankreich); INRIA (Frankreich); Universität Paderborn (Deutschland);
Fraunhofer IPSI (Deutschland); Microsoft (Deutschland); Fraunhofer IMS (Deutschland); Fraunhofer SIT (Deutschland); Singular Logic (Griechenland); Nationale Technische Universität Athen (Griechenland); Italdesign (Italien);
Ikerlan (Spanien); Telefónica (Spanien); Fagor (Spanien); Philips (Niederlande); Telematica Instituuts (Niederlande)

## Zahlen und Fakten
- Projektleitung: Philips
- Vertragsnummer: IST 004182
- Projekttyp: Integrated Project
- Projektstart: 1. September 2004
- Laufzeit: 42 Monate
- Projektende: 29. Februar 2008
- Budget: 24 Millionen Euro
- EU-Förderung: 13 Millionen Euro